# Jacinto Inácio dos Reis
Jacinto Inácio dos Reis (Sé (Angra do Heroísmo), 1845 — ?) foi um comerciante, agente da Empresa Insulana de Navegação na ilha Terceira, e político ligado ao Partido Regenerador que, entre outras funções, foi presidente da Câmara Municipal de Angra do Heroísmo (1881).

## Biografia
Nasceu em Angra do Heroísmo, filho de Manuel Joaquim dos Reis, natural de Alcanhões, comerciante estabelecido em Angra onde era agente da Companhia de Seguros Fidelidade, e de sua esposa, Maria Augusta Carlota Castanho, natural de Ponta Delgada e filha de um exportador de laranja.
Estabeleceu-se como comerciante em Angra, sucedendo a seu pai como agente da Companhia de Seguros Fidelidade. Foi o primeiro agente na ilha Terceira da poderosa Empresa Insulana de Navegação, que em regime de concessão pública assegurava em monopólio os transportes entre ilhas e o continente. Era também agente da Companhia Brasileira de Navegação e vice-cônsul do Uruguai na ilha Terceira.
O lugar de agente da empresa de navegação devia trazer-lhe prestígio e uma rede auxiliar para apoiar a troca de favores, de amizades e de fidelidades pessoais em que se baseava a política da época. Ingressou na política, pelo Partido Regenerador, e por portaria de 26 de fevereiro de 1880 foi feito comendador da Ordem de Cristo.
Foi presidente da Câmara Municipal de Angra do Heroísmo de 19 de janeiro a 7 de junho de 1881, sendo obrigado a interromper o biénio para que fora eleito por ter entrado em dificuldades financeiras que levariam nesse ano à falência da firma e à perda da agência da Empresa Insulana de Navegação. 